# 木田広大
木田 広大（きだひろお、1969年-）は、バイラル・マーケティングによるクリエイティブ・ディレクター。

## 来歴
1969年、東京都生まれ。明星大学卒業。サントリー・ウイスキー無頼派のWeb企画で、日本で初めてバイラル・マーケティングによるクリエイティブ・ディレクションを行う。アジア太平洋広告祭のバイラル・マーケティングで金賞を受賞。日本財団パラリンピックサポートセンターの「i enjoy !」や、住友商事の新卒採用活動でバイラル・マーケティングを行う。

## 賞歴
- アジア太平洋広告祭 バイラルマーケティング 金賞[7]
- The Globes Awards バイラル&ソーシャル 銅賞[8]

## 寄稿
- 『Web STRATEGY』「ホンネで語らうWEB座談会」[9]
- 『インターネットマーケティング完全ガイド』（宣伝会議）[10]
- 『インターネットマーケティング実践ケーススタディ』（宣伝会議）[11]
- 『インタラクティブ広告年鑑　JAPAN INTERACTIVE ADVERTISING ANNUAL ‐09』[12]

## 登壇
- JAAA 第64回 クリエイティブ研究会（2011年）[13]
- アドテック東京 スペシャルイベント（2011年）[14]
- 京都商工会議所 広告セミナー（2015年）[15]

## 審査員
- 東京インタラクティブ・アド・アワード 審査員 [16][17][18][19]
- アジア太平洋広告祭 ADFEST サイバー部門 審査員 [20]